# Yosorejo (Pekalongan Selatan)
Yosorejo is een bestuurslaag in het regentschap Pekalongan van de provincie Midden-Java, Indonesië. Yosorejo telt 5050 inwoners (volkstelling 2010).